# Governatorato di al-Jahra
Il governatorato di al-Jahra è uno dei sei governatorati del Kuwait. La città più importante e popolata è al-Jahra che è anche il capoluogo del governatorato.

## Geografia fisica
Si tratta del governatorato più esteso del Kuwait, occupando più del 50% della superficie del Paese. Confina a sud-est con i governatorati di al-Ahmadi, al-Farwaniyya e con il governatorato della Capitale, a sud con l'Arabia Saudita mentre a ovest e a nord confina con l'Iraq. A oriente si affaccia sul Golfo Persico, nell'Oceano Indiano: il territorio del governatorato si scompone e forma un arcipelago contenente numerose isole e isolotte.

## Governo
- Salim Sabah Nasir Mubarak I governatore dal 1985;

## Amministrazione
Il governatorato è composto dai seguenti distretti: 
- Andalus
- Ardiyah
- Riggae
- Furdos
- Farwaniyah
- Jahra
- Jleeb Al-Shuyoukh
- Omariya
- Rabiya
- Sabah Al-Nasser

### Jahra
- Jahra.